# Атсуытканские курганы
Атсуытканские курганы — памятники эпохи бронзы и раннего железа (9—8 вв. до н. э.). Находятся на территории Шетского района Карагандинской области Казахстана. Исследованы казахстанской археологической экспедицией в 1982 году (рук. Ж. Курманкулов). Состоят из двух курганов диаметром 10,25 м, высотой 2 м. С юга и севера курганы окружены рвом шириной 3 м, глубиной 1 м. Здесь же стоят балбалы (каменные бабы), высотой 2—2,5 м. Атсуытканские курганы имеют сходство с памятникам и бегазы-дандыбаевской культуры,  курганами Бесшатыр в Жетысу.